# ازبکستان در المپیک تابستانی ۲۰۲۴
کاروان المپیکی ازبکستان، یکی از کاروان‌های شرکت‌کننده در بازی‌های المپیک تابستانی ۲۰۲۴ بود. این دوره از بازی‌ها،‌ از ۲۶ ژوئیه تا ۱۱ اوت ۲۰۲۴ (۵ تا ۲۱ امرداد ۱۴۰۳ خورشیدی) به میزبانی پاریس، پایتخت فرانسه برگزار شد. این حضور، هشتمین حضور کاروانی مستقل از ازبکستان در دوران پساشوروی بود.
با هشت مدال طلا، کاروان ازبکستان بهترین نتیجه تاریخ خود در ادوار المپیک تجربه کرد. از دید شمار مدال‌ها، ازبک‌ها در این دوره هم‌اندازه‌ی المپیک ۲۰۱۶ ریو کسب کردند. ازبکستان با این روند، بهترین نتیجه‌ی یک کشور استقلال یافته از شوروی را در نبود روسیه به دلیل حمله روسیه به اوکراین کسب کرد.
ازبکستان که در زمینه کسب سهمیه المپیک خوب عمل کرده بود، با بزرگ‌ترین کاروان تاریخ خود راهی پاریس شد. تیم فوتبال آنها به المپیک رسید که این نخستین باری بود که پرچم این کشور در یک ورزش تیمی در المپیک حاضر بود. با این حال عملکرد تاریخی ازبک‌ها در بوکس اتفاق افتاد. از هفت وزنی که بوکسورهای مرد ازبکستانی در آن شرکت کردند، در پنج وزن طلا را به خانه بردند.

## مدال‌آوران
| مدال | ورزشکار             | ورزش       | رویداد                | تاریخ    |
| ---- | ------------------- | ---------- | --------------------- | -------- |
| طلا  | دیورا کلدیورووا     | جودو       | ۵۲ کیلوگرم زنان       | ۲۸ ژوئیه |
| طلا  | الغ‌بیگ رشیدوف       | تکواندو    | ۶۸ کیلوگرم مردان      | ۸ اوت    |
| طلا  | حسن بای دوسماتوف    | بوکس       | سبک‌وزن مردان          | ۸ اوت    |
| طلا  | اسدخوجا مویدینخوائف | بوکس       | کم‌وزن مردان           | ۹ اوت    |
| طلا  | لزیزبک ملاجانوف     | بوکس       | سنگین‌وزن مردان        | ۹ اوت    |
| طلا  | رازامبک جمال‌اف      | کشتی       | ۷۴ کیلوگرم آزاد مردان | ۱۰ اوت   |
| طلا  | عبدالمالک خالوکوف   | بوکس       | پروزن مردان           | ۱۰ اوت   |
| طلا  | بهادر جلالوف        | بوکس       | سوپر سنگین‌وزن مردان   | ۱۰ اوت   |
| نقره | اکبر ژورائف         | وزنه‌برداری | ۱۰۲ کیلوگرم مردان     | ۱۰ اوت   |
| نقره | اسوتلانا اوسیپووا   | تکواندو    | ۶۷ کیلوگرم زنان       | ۱۰ اوت   |
| برنز | مظفربک توروبویف     | جودو       | ۱۰۰ کیلوگرم مردان     | ۱ اوت    |
| برنز | علی‌شیر یوسوپوف      | جودو       | ۱۰۰ کیلوگرم مردان     | ۲ اوت    |
| برنز | غلام‌جان عبدالله‌یف   | کشتی       | ۵۷ کیلوگرم آزاد مردان | ۹ اوت    |

## شرکت‌کنندگان
کاروان ازبکستان متشکل از ورزشکارانی در رشته‌های زیر بود.
| ورزش              | مردان | زنان | کل |
| ----------------- | ----- | ---- | -- |
| تیراندازی با کمان | ۱     | ۱    | ۲  |
| دو و میدانی       | ۲     | ۳    | ۵  |
| بوکس              | ۷     | ۴    | ۱۱ |
| قایقرانی          | ۱     | ۲    | ۳  |
| دوچرخه‌سواری       | ۱     | ۲    | ۳  |
| شیرجه             | ۱     | ۰    | ۱  |
| شمشیربازی         | ۰     | ۱    | ۱  |
| فوتبال            | ۱۸    | ۰    | ۱۸ |
| ژیمناستیک         | ۳     | ۶    | ۹  |
| جودو              | ۷     | ۵    | ۱۲ |
| پنج‌گانه مدرن      | ۰     | ۱    | ۱  |
| روئینگ            | ۲     | ۱    | ۳  |
| شنا               | ۱     | ۱    | ۲  |
| تکواندو           | ۳     | ۲    | ۵  |
| وزنه‌برداری        | ۱     | ۲    | ۳  |
| کشتی              | ۶     | ۱    | ۷  |
| کل                | ۵۴    | ۳۲   | ۸۶ |